# S.H.E
Le S.H.E sono un gruppo pop femminile taiwanese, i cui membri sono Selina Ren, Hebe Tien ed Ella Chen. Il nome del gruppo è composto dalle iniziali dei nomi di ciascun membro. Dalla pubblicazione del loro primo album, Girl's Dorm (2001), le S.H.E hanno registrato 10 album per un totale di 4.5 milioni di copie vendute, ed hanno raggiunto il record di biglietti venduti in entrambi i tour mondiali che hanno effettuato. Il gruppo ha recitato in sette drama taiwanesi, ha condotto due varietà televisivi, ed ha composto 10 canzoni come contributi a sei diverse colonne sonore di altrettanti drama. Le S.H.E hanno pubblicizzato più di 30 compagnie e prodotti diversi, inclusi Coca-Cola e World of Warcraft. Grazie al grande successo delle S.H.E, diverse etichette discografiche taiwanesi hanno iniziato a creare le proprie girl band.
Nel 2000, Ren, Tian e Chen hanno partecipato ad un concorso canoro, la cui vincitrice, Ren, ha vinto un contratto con una casa discografica. Tian e Chen, entrambe finaliste, si sono unite a Ren per formare le S.H.E. Il trio ha frequentemente cantato cover di altri artisti, oltre alle proprie composizioni originali. Il gruppo pubblica gli album sotto l'etichetta HIM International Music. La Avex Asia distribuiva la musica delle S.H.E ad Hong Kong, ma ha passato il testimone alla WOW Music nel 2007. La EMI Music China distribuisce la musica del gruppo a Singapore e nella Cina continentale.

## Origini

### The Universal Talent and Beauty Girl Contest
Il 12 agosto del 2000, l'etichetta discografica taiwanese HIM International ha indetto delle audizioni aperte al pubblico, in cerca di nuovi talenti femminili per complementare il gruppo maschile Power Station. Durante le audizioni, Jen Chia-Hsüan di Taipei ha cantata la canzone "Before I Fall In Love" di Coco Lee, Tien Fu-Chen della città di Hsinchu ha cantato "Write a Song" di Shunza, e Chen Chia-Hwa di Pingtung ha cantato "Gentle and Soft" dei Mayday. Tutte e tre ebbero successo e si pensò di includerle nello ‘'Universal Talent and Beauty Girl Contest'’. Le eliminazioni preliminari della competizione si tennero il 20 agosto del 2000 a New York. Entrando nella fase finale delle eliminazioni, Jen Chia-Hsüan fu designata per cantare "The Closest Stranger" di Elva Hsiao; entrambe Tien e Chen avrebbero cantato "Cloudy Sky" di Karen Mok. Le tre ragazze ebbero successo ancora una volta e si assicurarono i posti tra le sette finaliste della fase che si sarebbe svolta in televisione.
Per la fase televisiva della competizione, messa in onda su TV Citizen della CTV, il programma prevedeva per prima l'esibizione di Tien Fu-Chen, seguita direttamente da Jen Chia-Hsüan. Durante questa fase televisiva, ognuno dei cinque giudici designati avrebbe acceso una luce se avesse identificato un difetto durante l'esibizione canora – un totale di tre luci accese o più avrebbe designato l'eliminazione della concorrente. Jen Chia-Hsüan cantò "Reflection" di Christina Aguilera, ottenendo non più di due luci accese per altrettanti errori. Tien Fu-Chen cantò "Loving You" di Kit Chan. Nonostante avesse dimenticato la maggior parte del testo della canzone, ricevette solamente due luci per gli errori commessi. Chen Chia-Hwa scelse "Afterwards" di Rene Liu, ma fu eliminata per aver ricevuto un totale di quattro luci. Alla fine di questa fase rimasero solo quattro concorrenti, due delle quali erano Jen Chia-Hsüan e Tien Fu-Chen. Tra le quattro, i giudici scelsero Jen come vincitrice, donandole così come premio un contratto con la HIM International. Più tardi quella stessa estate, la HIM International contattò Chen e Tien, chiedendo ad entrambe le ragazze un'ulteriore audizione. Dopo qualche registrazione di prova, la HIM mise sotto contratto discografico sia Chen Chia-Hwa che Tien Fu-Chen.

### Origini del nome
Dopo aver registrato le canzoni per il primo album, il trio aveva bisogno di un nome con cui debuttare in pubblico. La compagnia suggerì diversi nomi possibili, tra i quali figuravano H.B.O, Digi Girl, 3C Girls (3C 美少女) e S.H.E Girl Friends (S.H.E 女朋友). Il nome Digi Girl sarebbe stato troppo esplicito a causa della campagna pubblicitaria della HIM per i prodotti Digimaster, mentre il nome H.B.O sarebbe coinciso con il titolo di una delle canzoni presenti nel primo album delle ragazze. La HIM, alla fine, optò per il nome S.H.E; come risultato di ciò, Jen Chia-Hsüan diventò Selina, Tien Fu-Chen prese il nome di Hebe e Chen Chia-Hwa ottenne il nome Ella.
Il nome del gruppo fu scelto per due precise ragioni. Eliminando i punti che dividono le lettere S.H.E, la parola risultante avrebbe ulteriormente enfatizzato il fatto che il gruppo fosse assolutamente composto da ragazze; i punti stanno a simboleggiare le differenze presenti tra i tre membri. Inoltre, avere un nome inglese rendeva il gruppo più accessibile ad un pubblico internazionale. Tuttavia, ci furono delle preoccupazioni sulle reazioni che il pubblico avrebbe potuto avere per un nome simile, poiché era abbastanza simile al nome SES, un gruppo femminile coreano popolare all'epoca; bisognava evitare che le S.H.E fossero accusate di plagio. Di conseguenza, la HIM fornì al pubblico locale un nome cinese alternativo per il nuovo gruppo: 女朋友 (pinyin: nǚ péngyǒu; inglese: girl friends).

## Storia
Prima di pubblicare le prime canzoni delle S.H.E, la HIM International si concentrò sulla chimica del gruppo; come conseguenza le tre ragazze furono costrette a vivere insieme per un periodo in una stanza di un dormitorio. L'11 settembre 2001 le S.H.E pubblicarono il loro primo album, Girl's Dorm (cinese: 女生宿舍), in memoria del trimestre in cui avevano vissuto insieme. Sebbene il CD vendette un numero di copie impressionante per essere il primo album di un gruppo in debutto (150.000 copie), il trio ottenne la vera notorietà per aver cantato in modo stonato durante la loro prima esibizione dal vivo. Ciò nonostante, le vendite di Girls Dorm risultarono in una nomination come "Miglior Nuovo Artista" ai tredicesimi Golden Melody Awards. Il 29 gennaio 2002, fu pubblicato l'album Youth Society, che vendette più di 250.000 copie. Con la pubblicazione del loro secondo album, le "S.H.E Girl Friends" cambiarono ulteriormente il proprio nome in favore del più semplice "S.H.E".
Il terzo album del trio, Genesis, fu pubblicato il 5 agosto 2002, approssimativamente sei mesi dopo la pubblicazione di Youth Society. Seguendo il successo del seguente album, 20.000 copie di Genesis furono ordinate in prevendita, prima dell'effettiva pubblicazione dell'album. L'album avrebbe venduto, in seguito, 180.000 copie. Più tardi, le S.H.E firmarono per una campagna pubblicitaria con la N-age, una compagnia sudcoreana di giochi on-line. La N-age non solo apparve in un paio di video musicali del gruppo, ma sponsorizzò anche le S.H.E nel loro primo grande concerto a Tainan, che fu anche chiamato "N-age Genesis Concert", al quale assistettero più di 20.000 fan. Il 23 gennaio 2003, le S.H.E pubblicarono Together, la prima raccolta dei loro singoli.
Il quinto album delle S.H.E doveva essere pubblicato il 6 agosto, ma a causa di un infortunio di Ella, Super Star raggiunse i negozi il 22 agosto 2003. L'album presentava la prima canzone pop rock del gruppo, "Super Star", che non scese mai sotto la quarta posizione, nella classifica musicale YES 93.3 di Singapore, per dieci settimane consecutive. Finora, Together e Super Star hanno venduto insieme 580.000 copie; 250.000 copie di Super Star furono vendute solo a Taiwan. Il 6 febbraio 2004, le S.H.E pubblicarono il loro sesto album, Magical Journey, in due versioni diverse: una intitolata Magical Version, ed una Journey Version. Le due versioni insieme vendettero in tutta l'Asia 1 milione e mezzo di copie, delle quali 160.000 furono vendute solo a Taiwan. Il 2 giugno, le S.H.E e la HIM International si accordarono per un'estensione del contratto del trio, che si sarebbe esaurito nell'ottobre del 2005. Più tardi quello stesso anno, il 4 settembre 2004, le S.H.E diedero inizio al loro primo grande tour, il Fantasy Land Tour. Il tour è iniziato a Taipei, dove furono presenti più di 25.000 fan, ed è finito a Genting Highlands in Malaysia. Durante il concerto allo stadio di Shanghai, il trio ha raggiunto il record di fan presenti. Il tour ha raccolto un totale di 22.4 milioni di NT$ con i biglietti d'ingresso. La pubblicazione del settimo album delle S.H.E, Encore, fu spostata al 12 novembre 2004 in modo da permettere a Selina di partecipare alla propria cerimonia di laurea alla fine di novembre. Encore ha venduto un milione di copie in Asia durante la prima settimana dalla pubblicazione; da allora, la cifra ha superato i due milioni. All'epoca in cui Encore doveva essere pubblicato, i media avevano già iniziato ad etichettare le S.H.E come "Il Gruppo Femminile Numero Uno" (女子第一天團).
Le S.H.E hanno pubblicato tutti i loro album a distanza di pochi mesi, fino alla fine del 2004. Tuttavia, a causa dei molti impegni live, da quel momento il pubblico ha dovuto aspettare più di un anno per vedere la nascita del loro album seguente. Dopo aver pubblicato Encore, il gruppo ha contribuito alla colonna sonora di Reaching for the Stars, che però ha venduto solo 50.000 copie. Quello stesso anno, il duo femminile di Hong Kong Twins ha pubblicato sul mercato taiwanese il suo primo album in cinese, intitolato Trainee Cupid. Questo album avrebbe venduto 800.000 copie in due mesi. Le scarse vendite della colonna sonora ed il successo dell'album delle Twins hanno fatto sì che questo periodo venisse descritto come uno dei tempi bui della carriera delle S.H.E. Il 25 novembre 2005 il trio ha finalmente pubblicato l'ottavo album, Once Upon A Time. Il CD non solo segnò un record con una cifra di 50.000 prevendite, ma vendette più di un milione di copie, eclissando di gran lunga Trainee Cupid. Once Upon A Time ha fatto il suo debutto sulla classifica cinese G-music direttamente in prima posizione, mantenendosi tale per le quattro settimane successive, e rimanendo nella classifica per un totale di 13 settimane. La traccia principale dell'album, "Don't Wanna Grow Up", ha vinto il premio come “Canzone dell'Anno” agli Hong Kong TVB8 Awards.
Il 21 luglio 2006, le S.H.E hanno pubblicato il loro nono album, intitolato Forever, che ha venduto 150.000 copie in una sola settimana. Nell'album erano presenti cinque canzoni inedite, una raccolta di opere passate, e tre canzoni prese dalle colonne sonore dei vecchi drama. Forever presentava, inoltre, molte collaborazioni con altri artisti dell'industria pop taiwanese. La megastar del C-pop Jay Chou ha composto per questo album "Electric Shock". La canzone "Solo Madrigal" era un duetto di Selina con Tank, il quale aveva originariamente registrato tale canzone per il suo album di debutto. Per la colonna sonora del drama Tokyo Juliet, Hebe e la boyband Fahrenheit hanno cantata insieme "Only Have Feelings For You", vincitrice di diversi premi, incluso quello come “Miglior Duetto di Taiwan” ai 2006 Sprite China Music Awards.
Il second grande tour delle S.H.E, The Perfect 3 World Tour, ha avuto inizio l'8 luglio 2006 a Shanghai, dove c'è stato un record di presenze dei fan, che hanno riempito più del 60% dello stadio. Dopo il loro concerto “Perfect 3” ad Hong Kong, che fu registrato e pubblicato come second CD live del gruppo, le S.H.E furono lodate per la loro perseveranza, preparazione nella danza, ed abilità nel prendere il tono giusto. Nei primi cinque mesi del tour, il gruppo ha attirato ai propri concerti più di 200.000 fan ed ha raccolto 200 milioni di NT$ in biglietti d'ingresso. Il 18 aprile, le S.H.E hanno firmato un contratto con la WOW Music per migliorare la loro promozione ad Hong Kong. Play, il decimo album del trio, è stato pubblicato l'11 maggio del 2007 ed è stato il primo album delle S.H.E pubblicato sotto la nuova etichetta discografica. Play ha ottenuto il doppio disco d'oro nei primi quattro giorni del periodo di prevendita; entro il 5 giugno furono vendute più di 150.000 copie. Un mese dopo la pubblicazione di Play, le S.H.E furono nominate come “Artiste Femminili più Popolari” ai Golden Melody Awards, ma persero contro la diva pop Jolin Tsai.

## Discografia

### Album in studio
| Titolo                       | Data di pubblicazione | Lingua | Etichetta               | Copie vendute    |
| ---------------------------- | --------------------- | ------ | ----------------------- | ---------------- |
| Girls' Dormitory (女生宿舍)  | 11 settembre 2001     | cinese | HIM International Music | >1.000.000       |
| Youth Society (青春株式會社) | 29 gennaio 2002       | cinese | HIM International Music | 1.250.000        |
| Genesis (美麗新世界)         | 5 agosto 2002         | cinese | HIM International Music | 1.680.000        |
| Super Star                   | 22 agosto 2003        | cinese | HIM International Music | 2.400.000        |
| Magical Journey (奇幻旅程)   | 6 febbraio 2004       | cinese | HIM International Music | 1.530.000 (Asia) |
| Encore (安可)                | 12 novembre 2004      | cinese | HIM International Music | 2.000.000 (Asia) |
| Once Upon A Time (不想長大)  | 25 novembre 2005      | cinese | HIM International Music | 1.000.000 (Asia) |
| Play                         | 11 maggio 2007        | cinese | HIM International Music | 650.000          |
| FM S.H.E (我的電台 FM S.H.E) | 23 settembre 2008     | cinese | HIM International Music | 500.000          |

### Raccolte
| Titolo                              | Data di pubblicazione | Lingua | Etichetta               | Copie vendute  |
| ----------------------------------- | --------------------- | ------ | ----------------------- | -------------- |
| Together (Best Collection)          | 23 gennaio 2003       | cinese | HIM International Music | 280.000        |
| Forever (Best Collection 2003-2006) | 21 luglio 2006        | cinese | HIM International Music | 69.000–150.000 |

### Album live
| Titolo                                                     | Pubblicazione del CD | Pubblicazione del DVD | Lingua | Etichetta               |
| ---------------------------------------------------------- | -------------------- | --------------------- | ------ | ----------------------- |
| Fantasy Land Tour 2004 in Taipei (奇幻樂園台北演唱會)      | 14 gennaio 2005      | 28 gennaio 2005       | cinese | HIM International Music |
| Perfect 3 World Tour Live @ Hong Kong (移動城堡香港演唱會) | 22 dicembre 2006     | 26 gennaio 2007       | cinese | HIM International Music |

### Contributi a colonne sonore
| Titolo                                                                   | Data di pubblicazione | Lingua | Etichetta               | Tracce con le quali hanno contribuito                                                                 |
| ------------------------------------------------------------------------ | --------------------- | ------ | ----------------------- | --- |
| The Rose (Original Soundtrack) (蔷薇之恋 電視原聲帶)                     | 1º giugno 2003        | cinese | HIM International Music | 1. "Flowers Have Blossomed" (花都開好了)                                                              |
| Reaching for the Stars (soundtrack) (真命天女 電視原聲帶)                | 30 settembre 2005     | cinese | HIM International Music | 1. "Star Light" (星光) 5. "Only Then" (只是當時) 6. "Ferris Wheel" (摩天輪) 7. "Can't Worry" (管不著) |
| The Little Fairy (Original Soundtrack) (天外飛仙 電視原聲帶)             | 17 febbraio 2006      | cinese | HIM International Music | 1. "A Vision of Eternity" (一眼萬年)                                                                  |
| Tokyo Juliet (Original Soundtrack) (東方茱麗葉 電視原聲帶)               | 10 ottobre 2006       | cinese | HIM International Music | 2. "Only Have Feelings For You" (只對你有感覺)                                                        |
| Hanazakarino Kimitachihe (Original Soundtrack) (花樣少年少女 電視原聲帶) | 1º dicembre 2006      | cinese | HIM International Music | 1. "What To Do?" (怎麼辦)                                                                             |
| Bull Fighting OST (鬥牛要不要 電視原聲帶)                                | 7 dicembre 2007       | cinese | HIM International Music | 2. "How Have You Been Lately?" (你最近還好嗎) 4. "Love Has Come" (愛來過) 6. "Too Late" (來不及)      |

### Apparizioni in album di altri artisti
| Titolo                            | Artista originale | Data di pubblicazione | Lingua | Etichetta               | Tracce alle quali hanno contribuito                    |
| --------------------------------- | ----------------- | --------------------- | ------ | ----------------------- | ------------------------------------------------------ |
| Fighting! (生存之道)              | Tank              | 24 febbraio 2006      | cinese | HIM International Music | 8. "Solo Madrigal" (獨唱情歌)                          |
| Fahrenheit (飛輪海 首張同名專輯)  | Fahrenheit        | 15 settembre 2006     | cinese | HIM International Music | 3. "Only Have Feelings For You" (只對你有感覺)         |
| Change Me (改變自己)              | Leehom Wang       | 13 luglio 2007        | cinese | Sony BMG                | 6. "You Are The Song In My Heart" (你是我心內的一首歌) |
| Two-sided Fahrenheit (双面飛輪海) | Fahrenheit        | Dicembre 2007         | cinese | HIM International Music | 3. "New Home" (新窝)                                   |

## Stile musicale
Le S.H.E hanno pubblicato tredici album in studio, tra i quali figurano due raccolte. Tutti gli album del gruppo presentano sulla copertina un'acetosella, il loro simbolo. In alcune copertina essa è semplice da intravedere (Girls Dorm, Together, Encore, Forever); in altre, il fiore è meno percettibile (Super Star, Once Upon a Time). Alcuni contributi delle S.H.E includono delle canzoni nelle colonne sonore di Magical Love, The Rose, Reaching for the Stars, Tokyo Juliet, The Little Fairy, Hanazakarino Kimitachihe e Bull Fighting. Nel 2008, il gruppo ha cantato il tema finale del film CJ7.
I tre membri hanno diversi toni vocalici, in modo da complementarsi. Ella canta con un tono che varia dall'alto al mezzo soprano, mentre Hebe e Selina cantano con un tono che va dal mezzo soprano al soprano.
La maggior parte delle canzoni delle S.H.E vengono categorizzate nella musica pop. Le canzoni di questo genere hanno melodie leggere, ritmi di batteria semplici, e occasionalmente l'accompagnamento del pianoforte o del sintetizzatore. In Girls Dorm e Youth Society, sono stati utilizzate anche melodie suonate con la chitarra acustica. Mentre alcune canzoni più lente, in particolare quelle di Genesis, vengono categorizzate come R&B, le canzoni con un andamento veloce del genere di "Beauty Up My Life" si focalizzano di più sulle influenze techno. Le S.H.E hanno cantata anche qualche canzone pop rock, come "Piquancy", "Super Star" e "Star Light". Con il proseguimento della loro carriera, le S.H.E hanno iniziato a mischiare le ballate pop leggere con elementi hip hop e dance. I tentativi di fondere tali generi sono iniziati con canzoni come "If You're Happy, Then I'll Be Pleased", che conteneva una breve parte rap, e si sono evoluti in canzone del genere di "Listen to Yuan Wei-jen Play Guitar", che è composta totalmente di parti rappate con l'unica eccezione dei ritornelli.

### Testi
Come artiste, le S.H.E non scrivono da sole i testi della maggior parte delle loro canzoni. Shi Rencheng (施人誠), che scrive testi anche per artisti come Rene Liu, Jordan Chan e Yuki Hsu, è stata la compositrice principale delle S.H.E sin dal debutto del gruppo. Alcuni dicono perfino che alcuni dei "leggendari" testi di Shi sono stati la causa parziale del successo del trio. Nel periodo tra la pubblicazione di Magical Journey e quella di Forever, anche Daryl Yao (姚若龍) ha contribuito molto ai testi. I testi del compositore principale delle canzoni di Jay Chou, Vincent Fang, hanno anche fatto diverse apparizioni negli album del trio. In alcune occasioni, i membri delle S.H.E hanno contribuito ai testi delle proprie canzoni. Hebe ha scritto le parole di "Say You Love Me" e "Too Late", e ha compost la parte rap di "If You're Happy, Then I'll Be Pleased". A Selina sono invece accreditati i testi di "Wifey" e "Silenced".
La maggior parte delle canzoni delle S.H.E parlano d'amore. La parole "amore" (cinese tradizionale: 愛; pinyin: ài) appare nei titoli di sei canzoni, e più di 270 volte nei testi. La parola "love" in inglese non solo si trova nei titoli di tre canzoni, ma anche innumerevoli volte nelle canzoni stesse. Le parole ad essa correlate, come "abbraccio" (cinese tradizionale: 擁抱; pinyin: yōng bào) e "sentimento" (cinese tradizionale: 感覺; pinyin: gǎn jué), appaiono circa 40 volte. Occasionalmente, le storie d'amore sono riprese dalla letteratura ed adattate alle canzoni. Esempi di ciò includono "Laurel Tree Goddess (Daphne)", che è basata sulla storia di Apollo e Dafne, e "The Story of Romeo and Juliet",che è basata appunto su Romeo e Giulietta e Butterfly Lovers.

### Cover
Gli album delle S.H.E contengono un certo numero di cover. Tra le 90 canzoni del gruppo, 28 in totale sono cover. I primi album contenevano un alto numero di cover; tuttavia, dal 2004, il gruppo ha registrato non più di due cover per album. Nella maggior parte delle cover si è tenuto il titolo originale della canzone. Ad altre canzoni, come "Soledad" dei Westlife, sono stati dati dei nuovi titoli cinesi. I testi solitamente vengono riscritti in cinese, ma alcune canzoni, come "I've Never Been To Me" di Charlene, sono cantate nell'inglese originario. Mentre lo stile musicale è solitamente mantenuto come l'originale, alcune cover del genere di "Only Lonely" e "I.O.I.O" hanno una lieve tendenza verso il bubblegum pop.
Occasionalmente il gruppo ha creato parodie di vecchie melodie e filastrocche per bambini. "Don't Wanna Grow Up" è una parodia della Sinfonia n. 40 di Mozart, e "London Bridge is Falling Down" è basata sulla canzoncina per bambini che porta lo stesso titolo. I versi di "Thanks for Your Gentleness" fanno parte di una composizione originale, ma i ritornelli sono presi in prestito da "Gentle and Soft" dei Mayday.
Le cover cantate dalle S.H.E hanno ricevuto meno lodi dalla critica rispetto ai loro lavori originali. Durante la totalità della carriera del gruppo, le loro composizioni originali hanno ottenuto circa 20 premi, mentre le cover sono state menzionate solamente due volte.

## Carriera cinematografica e televisiva
Dalla fine del 2001 all'inizio del 2002, Hebe ed Ella hanno recitato nel drama Magical Love (愛情大魔咒). Ella recitava nel ruolo di Juliet, una studentessa appena diplomatasi dalle scuole superiori che non fa altro che cercare il suo Romeo. Hebe ha interpretato il ruolo secondario di Sha Sha, l'amica insicura ma ottimista di Juliet. Selina era assente poiché stava studiando alla National Taiwan Normal University. Le canzoni "Remember" e "Belief" furono utilizzate come sigle di apertura e di chiusura del drama. Nel febbraio del 2002, le S.H.E firmarono un contratto per co-presentare il programma Guess Guess Guess insieme a Jacky Wu. Durante la conduzione del programma da parte delle S.H.E, lo share di ascolti raggiunse il 3.5, facendo sì che lo show fosse regolarmente tra i primi 10 programmi più visti del fine settimana. Le S.H.E hanno smesso di condurre Guess Guess Guess a luglio. Nell'aprile del 2003, il trio ha condotto come ospiti due puntate del varietà taiwanese Happy Sunday, prima di firmare un contratto come effettive co-presentatrici a maggio. Tuttavia, durante il periodo delle S.H.E come conduttrici di Happy Sunday, al culmine dell'epidemia della SARS, Hebe esibì dei sintomi di febbre dopo essere tornata da Singapore. Visto che Ella viveva con Hebe all'epoca, entrambe furono forzate alla quarantena per 10 giorni, lasciando Selina come l'unico membro del gruppo che potesse ancora condurre il programma televisivo Happy Sunday.
Tutti e tre i membri delle S.H.E hanno recitato nel drama The Rose, dove Ella ha il ruolo di Bai He, una ragazza che soffre di bassa autostima. Selina ha recitato in due ruoli secondari: il suo primo personaggio, Qin, è una ragazza bellissima ma molto fragile con una personalità commovente. Il suo secondo personaggio, Di Ya Man, è il doppione di Qin ma con una personalità arrogante e dominante. Hebe ha rappresentato Xiao Feng, una ragazza che aspira quietamente a conquistare il ragazzo che interessa a Bai He, Han Kui. Ogni episodio di The Rose fu stimato costare all'inizio 1 milione di dollari taiwanesi; la cifrà aumentò velocemente a 1.3 milioni fino alla fine delle riprese. Nonostante gli alti costi di produzione, The Rose è stato il drama col più alto share di ascolti di quella stagione. Ai Golden Bell Awards del 2004, che sono stati presentati dall'Ufficio Informazione del Governo per onorare i programmi televisivi migliori dell'anno, The Rose è stato premiato come "Drama più Popolare". Le S.H.E hanno cantato "Flowers Have Blossomed" per la colonna sonora del drama. La canzone non ha solo debuttato direttamente in prima posizione sulla UFO Music Charts, ma è anche rimasta nella classifica di YES 93.3 per 10 settimane, mantenendo la prima posizione per due settimane consecutive.
Il 29 luglio 2003, Ella partecipò ad un numero acrobatico durante il segmento condotto dalle S.H.E di Happy Sunday. Il numero, che implicava un salto da un edificio di diversi piani, era parte di un video di servizio pubblico che spiegava le giuste procedure per fuggire da un incendio. Durante il suo primo tentativo, Ella ha seguito il protocollo, saltando dal secondo piano di un edificio ed atterrando senza danni. Per il secondo tentativo, le fu chiesto di saltare dal terzo piano. Tuttavia, durante il salto, si innervosì e non riuscì a seguire le procedure di sicurezza correttamente, cosicché cadde da 20 piedi d'altezza e si danneggiò l'anca. I paramedici la trasportarono al General Hospital di Neihu, prima di essere rediretti al National Taiwan University Hospital. Ella fu dimessa dall'ospedale dopo 23 giorni di convalescenza, ma lei tornò nella sua città natale Pingtung per cinque mesi, in modo da riprendersi del tutto. Nonostante questo incidente, l'Organizzazione Nazionale del Turismo del Giappone, che aveva sempre ammirato le capacità di conduzione delle S.H.E, chiede ad Happy Sunday di promuovere il turismo giapponese. Come risultato, Selina ed Hebe condussero "Yokoso! Japan", un segmento speciale di Happy Sunday che esplorava numerose sfaccettature della cultura giapponese. Nel gennaio del 2004, Ella ritornò al suo ruolo di conduttrice, dopo il periodo di convalescenza, ed è apparsa nei due episodi finali di "Yokoso! Japan". Tuttavia, durante i quattro episodi di cui era composto il segmento, i produttori stavano già cercando qualcuno che rimpiazzasse le S.H.E, ed alla fine scelsero il cantante taiwanese Phil Chang. Le S.H.E condussero in modo discontinuo Happy Sunday non appena iniziarono le promozioni del loro album Magical Journey.
Selina ed Hebe, insieme ad altre 28 celebrità, furono inserite nel cast della mini serie di tre episodi Happy New Year 2004. A febbraio, entrambi i membri delle S.H.E recitarono insieme nel film A Disguised Superstar (冒牌天皇), con Miriam Yeung; ad aprile, Hebe recitò come l'amante nel primo episodio di Say Yes Enterprise. L'episodio si sarebbe classificato a 1.93, piazzandosi terzo dietro My Secret Garden II (我的秘密花園II) e Snow Angel (雪天使). Nell'ottobre del 2005, tutti e tre i membri delle S.H.E recitarono nel drama Reaching for the Stars (真命天女), e cantarono la sigla iniziale, "Star Light" (星光). Il drama si concentra sul destino di una compagnia elettrica, il cui presidente è appena morto. Selina recita nel ruolo di Zhou Xinlei, la figlia viziata ma di buona natura del presidente. Ella ha il ruolo di Ren Jie, una ragazza astuta che assume l'identità dell'ereditiera della compagnia per salvare suo fratello. Hebe rappresenta Shen Xiaorou, una poliziotta dalla forte volontà che vive con sua nonna malata. Il primo episodio di Reaching for the Stars ha avuto la sfortuna di essere messo in onda in contemporanea all'episodio finale di The Prince Who Turns Into A Frog (王子變青蛙). Mentre lo share di ascolti dell'episodio pilota di Reaching for the Stars fu di 1.17, l'episodio finale di The Prince Who Turns Into A Frog segnò il record del 2005 per l'episodio più visto (6.93). Alla fine, nonostante gli alti investimenti nella produzione della serie, Reaching For The Stars ottenne solo dei commenti mediocri, ciò nonostante Ella fu nominata come "Miglior Attrice" ai Golden Bell Awards del 2006.
Nell'estate del 2006, Ella ha perseguito i suoi interessi da attrice, e fu inserita nel cast di un drama taiwanese come protagonista. Il drama sarebbe stato messo in onda più tardi quello stesso anno. Nel gennaio del 2007, le S.H.E e Wu Bai furono invitati a prestare le loro voci a diversi personaggi nella versione taiwanese del film d'animazione di Luc Besson, Arthur e il popolo dei Minimei. Nello stesso mese, Selina ed Hebe firmarono un contratto di sei mesi come co-presentatrici di Guess Guess Guess, lo stesso programma che avevano condotto cinque anni prima. Il drama in cui recitava Ella, Hanazakarino Kimitachihe, fu finalmente messo in onda a novembre e rimase sugli schermi televisivi fino all'episodio finale, il 4 marzo 2007. Ella recitava nel ruolo di Lu Ruixi, una ragazza mascolina americana che si trasferisce in una scuola taiwanese in modo da poter vedere saltare il suo idolo, un atleta di salto in alto, ogni giorno. Durante tutti i suoi 15 episodi, il drama non ha ceduto a nessuno la sua prima posizione nelle classifiche di ascolti. Le S.H.E hanno cantato la canzone "What to do?" (怎麽辦) come sigla iniziale del drama. Nel giugno del 2007, la SET TV selezionò Hebe per recitare in Bull Fighting, nel ruolo della figlia dell'uomo che possiede la tredicesima strada. Le S.H.E hanno cantato "How Have You Been Lately?" (你最近還好嗎) come sigla finale del drama.

## Immagine pubblica
Nel 2001, le S.H.E iniziarono a pubblicizzare i primi di molti prodotti, ossia quelli della Digimaster e della catena di bevande Fuzion Smoothie. Da allora, il gruppo ha pubblicizzato numerose compagnie, tra i quali figurano Bobson Jeans (2003), Bausch & Lomb (2002–presente), Coca-Cola (2004–presente), e China Mobile (2006–presente). Uno degli spot pubblicitari più rilevanti delle S.H.E è quello per World of Warcraft, dove le ragazze furono inserite nel contesto del mondo fantasy del gioco.
Le S.H.E contribuiscono regolarmente alle canzoni per le campagne pubblicitarie. Le canzoni "Too Much" e "Beauty Up My Life", tratte dall'album di debutto Girls Dorm, furono usate per le pubblicità di Sogo e Wacoal. "Genesis" e "Watch Me Shine", tratte dall'album del 2002 Genesis, furono utilizzate per N-age, un gioco online sudcoreano. "Piquancy" (caratteri cinesi: 痛快), dall'album del 2004 Encore, fu utilizzata per la promozione del gioco online New Legendary Twins (caratteri cinesi: 新絕代雙嬌). In collaborazione con i Fahrenheit, le S.H.E cantarono "Always Open" per la catena di supermercati 7-Eleven.
Le compagnie usano frequentemente i video musicali delle S.H.E come mezzi pubblicitari. I video di "Genesis" e "Watch Me Shine" compaiono nel gioco elettronico N-age; dei flash di "Excuse" sono presenti nel telefoni OKWAP di Inventec. Daphne (達芙妮女鞋), una compagnia cinese di scarpe, ha utilizzato le canzoni "Super Model", "Laurel Tree Goddess - Daphne" e "Good Mood Just Be Yourself" (好心情Just Be Yourself) per le sue campagne promozionali.

## Immagine
Le S.H.E sono considerate un gruppo femminile giovane ed energico. In un'industria dove la bellezza è la chiave del successo, l'aspetto esteriore delle S.H.E è a malapena mediocre. Tuttavia, il punto principale a favore delle S.H.E non è la qualità delle loro facce, ma le differenze che sussistono tra i tre membri. Furono fatti numerosi tentativi per cambiare l'immagine del gruppo, sia incrementando il loro sex appeal, sia cercando di farle diventare delle rockstar, ma più spesso queste immagini prefabbricate furono soppiantate dalla natura selvaggia, spensierata e scherzosa delle S.H.E. Diversamente da molte altre artiste femminili, che tentano di restare imbellettate il più possibile, le S.H.E sono note per le loro voraci abitudini alimentari, incuranti di ogni rischio di obesità. Il gruppo non solo fu nominato come "gruppo femminile più grasso della storia", ma si sono perfino autonominate "gruppo femminile più brutto della storia".
Uno dei tratti distintivi delle S.H.E è la loro amicizia. Questo legame si vede in diversi video musicali, come "Five Days, Four Nights" (五天四夜). Alcune canzoni, come "If You're Happy, Then I'll Be Pleased" (你快樂我隨意), e video musicali, come "Good People Will Get Good Hugs" (好人有好抱), enfatizzano l'importanza di mantenere dei buoni amici piuttosto che cercare il vero amore. Durante il corso della loro carriera, le S.H.E sono diventate sempre più a loro agio l'una con l'altra. L'intimità tra Selina, Hebe ed Ella è arrivata al punto che i media hanno iniziato a sospettare dell'orientamento sessuale del gruppo. Nel 2007, le S.H.E hanno composto la canzone "Wifey" per commemorare la loro amicizia. Il termine "Wifey" deriva dai giorni del gruppo passati nel dormitorio femminile, quando Selina chiamava Hebe con quel nomignolo. Da allora, quel nome è diventato simbolico per il cameratismo delle ragazze.

## Critiche

### Mancanza di originalità
Una recensione dell'album delle S.H.E del 2005, Once Upon A Time, descriveva la maggior parte delle canzoni come "banali", "prevedibili" e non meglio dei soliti "standard del pop più sdolcinato", suggerendo che fosse cambiato poco dagli inizi della loro carriera. Chris Taylor di Taiwan Review affermò che le loro canzoni potessero essere appena considerate artistiche, e che le ragazze non erano altro che dei meri idoli creati dall'industria. Secondo il cronista del Taipei Times Johnny Neihu, la musica delle S.H.E faceva semplicemente "schifo. Davvero, davvero, davvero schifo. Davvero". Un articolo su Style Weekly, una rivista di moda cinese, asserva che le canzoni del trio erano testualmente più deboli rispetto a quelle dei "musicisti di talento", poiché riflettevano solo la visione femminile dell'amore.
Il fatto che il gruppo cantasse regolarmente delle cover ha attirato dei commenti irosi, col passare degli anni. Dopo la pubblicazione della colonna sonora di Reaching for the Stars nel 2005, alcuni forum su Internet accusarono il gruppo di plagio, in quanto la canzone "Star Light" (星光) era sospettosamente simile ad About you di Ayumi Hamasaki. Come risposta, le S.H.E dichiararono che "Star Light" ed "About You" erano completamente differenti, e non avevano minimamente un suono simile. Quello stesso anno, i partecipanti ai forum su Internet attaccarono il gruppo per aver cantato troppe cover durante il corso della sua carriera. Nonostante le dichiarazioni del trio sul fatto che le cover fossero solo dei prodotti delle decisioni della compagnia, secondo la critica il gruppo non era ancora consapevole del concetto di integrità artistica. L'utilizzo delle cover è controverso anche per altri artisti oltre alle S.H.E; un articolo del 2007 nel Beijing Times definisce l'uso frequente di cover per mantenere la popolarità come un sintomo di mancanza di originalità e qualità della musica popolare cinese.

### Un gruppo in declino?
In una recensione del 2004 delle artiste femminili su Greater China, alle S.H.E è stato dato un grado di approvazione dell'80%, mentre il duo di Hong Kong loro rivale, le Twins, hanno ricevuto solo il 50% di approvazione. La differenza qualitativa era apparentemente così alta che non c'era motivo per le S.H.E di essere in qualche modo preoccupate. Secondo un'altra recensione del 2005, le S.H.E sembravano mantenere ancora il loro vantaggio, superando la loro controparte di Hong Kong nei guadagni annuali e nella quantità di progressi fatti sin dal loro debutto. Tuttavia, Reaching for the Stars ricevette valutazioni mediocri, e il gruppo fece commenti controversi sulla relazione politica di Taiwan con la Cina continentale, affermando di essere taiwanesi e non cinesi. Ciò ha comportato una perdita dei favori dei media cinesi. Nel 2006, le S.H.E persero i contratti per gli spot pubblicitari di diversi prodotti, ed una recensione del mondo dello spettacolo in quell'anno proclamò il vantaggio delle Twins in quasi tutte le categorie dell'industria dell'intrattenimento, dalla qualità delle canzoni alla presenza live. L'unica area in cui le S.H.E ancora superavano le Twins riguardava i gossip in cui erano implicati i membri. In realtà, il trio aveva dalla sua parte un certo numero di hit, tuttavia la maggior parte di esse erano in circolazione da almeno tre anni. Nonostante avessero recitato in vari drama, incluso il pluripremiato The Rose, le S.H.E raggiunsero una valutazione di 2.5 su 5 stelle totali, nelle recensioni del 2006.

## Influenze ed impatti

### Musicalmente
Fino al 2001, la grande maggioranza dei gruppi degni di nota a Taiwan erano formati da ragazzi. Quando vennero create le S.H.E, altri gruppi femminili iniziarono a far sentire la propria voce nell'industria musicale taiwanese, ma solo pochi di loro sarebbero durati più di un paio d'anni. Formate nel 2000, le 4 in Love ebbero un successo simile a quello delle S.H.E nel loro primo anno di vita nell'industria dello spettacolo, ma si sciolsero meno di due anni più tardi. Tra i membri delle 4 in Love, Rainie Yang è l'unica che ha continuato con la sua carriera di cantante. Altri gruppi, come le Walkie Talkie (caratteri cinesi: 錦繡二重唱), furono formati in seguito a competizioni canore, ma non furono degne di nota durante il corso della loro carriera. Dopo circa un anno dalla formazione delle S.H.E, lo stadio dei gruppi femminili a Taiwan aveva subìto una certa trasformazione. Nel gennaio del 2003, la stazione radio UFM1003 pubblico una lista dei gruppi pop taiwanesi in Top 10 dell'anno 2002. Sebbene le S.H.E fossero in prima posizione, erano l'unico gruppo composto solamente da ragazze nella lista.
Durante il corso della carriera delle S.H.E, un certo numero di gruppi furono presentati dalle rispettive compagnie come "le prossime S.H.E", nella speranza che riuscissero ad emulare il loro successo. Quando la Warner Music Taiwan espresse la sua volontà di creare una boy band formata da tre membri, pensò di etichettarla come "la versione maschile delle S.H.E", prima di giungere però alla conclusione di chiamarla "G-boys". Alcuni gruppi furono creati con l'intenzione di far vacillare la posizione delle S.H.E come primo gruppo pop di Taiwan. Il manager della Jungiery Star Sun Derong affermò che le 7 Flowers furono create per dare modo alle S.H.E di sentirsi in competizione. Nonostante la crescente competizione, le S.H.E mantennero il controllo sulla scena mandopop, suggerendo il fatto che la formazione di questi nuovi gruppi ha fatto ben poco per smuovere le prime del trio.

### Ulteriori
Secondo la classifica Baidu dei Maggiori Termini di Ricerca, il film più ricercato su internet del 2004 è stato La foresta dei pugnali volanti (caratteri cinesi: 十面埋伏). Il titolo ha attirato più di 1.2 milioni di ricerche, ossia circa il doppio delle ricerche attirate dal film che si è classificato in seconda posizione (Kung Fusion). La classifica Baidu ha attribuito cià al fatto che le S.H.E avessero pubblicato una canzone dallo stesso titolo, precedentemente quello stesso anno. Come risultato, le ricerche effettuate per la canzone sono state unite a quelle del film, gonfiando così il totale delle ricerche per quest'ultimo.
Le S.H.E hanno anche influenzato i drama televisivi, i sistemi di educazione, e perfino le operazioni finanziarie. Nella serie televisiva I Not Stupid Too, a Chengcai, il protagonista molto versato nel wushu, fanno la corte tre ragazze membri del club di scacchi della scuola: Shirley, Helen ed Elaine, che vengono collettivamente chiamate S.H.E. In un esame d'inglese della scuola superiore del 2005, le S.H.E erano l'oggetto del passaggio di comprensione scritta che menzionava la loro partecipazione allo show annuale Spring Festival Evening della CCTV. Cliff Wu, il presidente delle operazioni Teradata della Cina continentale, fu talmente impressionato da come le S.H.E avevano influenzato le sue figlie adolescenti, che prese in prestito il nome del gruppo e lo trasformò in un acronimo, sintetizzando i tre elementi del piano di Teradata per entrare nel mercato cinese. La S rappresentava la Strategia, mentre la H e la E rappresentavano rispettivamente umano (Human in inglese) ed Esecuzione.

## Maggiori concerti

### Concerti precedenti
- Concerto N-Age Genesis a Tainan N-age 美麗新世界演唱會 (24 agosto 2002)

### Fantasy Land world tour
| Data              | Tour                 | Località                    | Luogo                               | Ospiti speciali     |
| ----------------- | -------------------- | --------------------------- | ----------------------------------- | ------------------- |
| 4 settembre 2004  | 奇幻樂園台北演唱會   | Taipei, Taiwan              | Taipei Municipal Stadium            |                     |
| 30 ottobre 2004   | 奇幻樂園上海演唱會   | Shanghai, Cina              | Hongkou Stadium                     |                     |
| 6 novembre 2004   | 奇幻樂園吉隆坡演唱會 | Kuala Lumpur, Malaysia      | Bukit Jalil National Stadium        |                     |
| 25 dicembre 2004  | S.H.E 銀色夢幻演唱會 | Las Vegas, Stati Uniti      | MGM Grand Garden Arena              | Nick Cheung, Z-Chen |
| 8 gennaio 2005    | 奇幻樂園新加坡演唱會 | Singapore                   | Singapore Indoor Stadium            |                     |
| 15 gennaio 2005   | 奇幻樂園廣州演唱會   | Canton, Cina                | Tianhe Sports Centre (天河體育中心) |                     |
| 23 settembre 2005 | 奇幻樂園北京演唱會   | Pechino, Cina               | Workers Stadium                     |                     |
| 25 settembre 2005 | 奇幻樂園西安演唱會   | Xi'an, China                | Jiaodaruisun Stadium                |                     |
| 12 novembre 2005  | 奇幻樂園南京演唱會   | Nanchino, Cina              | Nanjing Olympic Sports Centre       |                     |
| 7 gennaio 2006    | 星光燦爛雲頂演唱會   | Genting Highlands, Malaysia | Arena of Stars                      | Kaira Gong          |

### Perfect 3 world tour
| Data              | Tour                 | Località               | Luogo                    | Ospiti speciali            |
| ----------------- | -------------------- | ---------------------- | ------------------------ | -------------------------- |
| 8 luglio 2006     | 移動城堡上海演唱會   | Shanghai, Cina         | Shanghai Stadium         | Jay Chou, Wilber Pan, Tank |
| 13 luglio 2006    | 移動城堡香港演唱會   | Kowloon, Hong Kong     | Hong Kong Coliseum       | Jay Chou, Z-Chen, Tank     |
| 14 ottobre 2006   | 移動城堡瀋陽演唱會   | Shenyang, Cina         | Wulihe Stadium           | Jay Chou, Wilber Pan, Tank |
| 21 ottobre 2006   | 移動城堡武漢演唱會   | Wuhan, Cina            | Wuhan Stadium            | Jay Chou, Wilber Pan, Tank |
| 11 novembre 2006  | 移動城堡深圳演唱會   | Shenzhen, Cina         | Shenzhen Stadium         | Fahrenheit, Tank           |
| 16 dicembre 2006  | 移動城堡台北演唱會   | Taipei, Taiwan         | Taipei Arena             | CoCo Lee, Fahrenheit, Tank |
| 27 gennaio 2007   | 移動城堡新加坡演唱會 | Singapore              | Singapore Indoor Stadium | Stefanie Sun, Fahrenheit   |
| 1º settembre 2007 | 移動城堡北京演唱會   | Pechino, Cina          | Olympic Sports Centre    | Liu Li Yang, Tank          |
| 13 ottobre 2007   | 移動城堡長沙演唱會   | Changsha, Cina         | Helong Stadium           | Jay Chou, Wilber Pan       |
| 1º dicembre 2007  | 大馬移動城堡演唱會   | Kuala Lumpur, Malaysia | Stadium Merdeka          | Fahrenheit                 |

### Ulteriori letture
- Jiaozi (角子). The Girls Dormitory (半熟卵女生宿舍). Repubblica di Cina: Linking Books. 2001. ISBN 957-08-2317-8
- Guoxiang (张国祥) Zhang, Reaching for the Stars: S.H.E - Serie idol (真命天女S.H.E - 偶像集中营), Repubblica Popolare Cinese, China Broadcasting Television Publishing Company (中国广播电视出版社), 2006, ISBN 7-5043-4920-8.